# Epilacydes furcatula
Epilacydes furcatula är en fjärilsart som beskrevs av Embrik Strand 1919. Epilacydes furcatula ingår i släktet Epilacydes och familjen björnspinnare. Inga underarter finns listade i Catalogue of Life.